# César Fawcett
Cesar Augusto Fawcett Lébolo (Barranquilla, 12 agosto 1984) è un ex calciatore colombiano, di ruolo difensore.

## Palmarès

### Club

#### Competizioni nazionali
- Campionato colombiano: 2

Atlético Junior: 2010-I, 2011-II